# La Vôge-les-Bains
La Vôge-les-Bains ist eine französische Gemeinde mit 1.556 Einwohnern (Stand 1. Januar 2022) im Arrondissement Épinal des Départements Vosges und gehört zur Region Grand Est. Sie liegt im Kanton Le Val-d’Ajol und ist Mitglied des Kommunalverbandes Agglomération d’Épinal.
Sie entstand mit Wirkung vom 1. Januar 2017 als Commune nouvelle durch die Zusammenlegung der früheren Gemeinden Bains-les-Bains, Hautmougey und  Harsault. Der Verwaltungssitz befindet sich in Bains-les-Bains.

## Gliederung
| Ortsteil                            | ehemaliger INSEE-Code | Fläche (km²) | Einwohner (2016) |
| ----------------------------------- | --------------------- | ------------ | ---------------- |
| Bains-les-Bains (Verwaltungssitz)00 | 88029                 | 25,37        | 1191             |
| Harsault                            | 88234                 | 10,85        | 0339             |
| Hautmougey                          | 88235                 | 07,87        | 0132             |

## Geographie

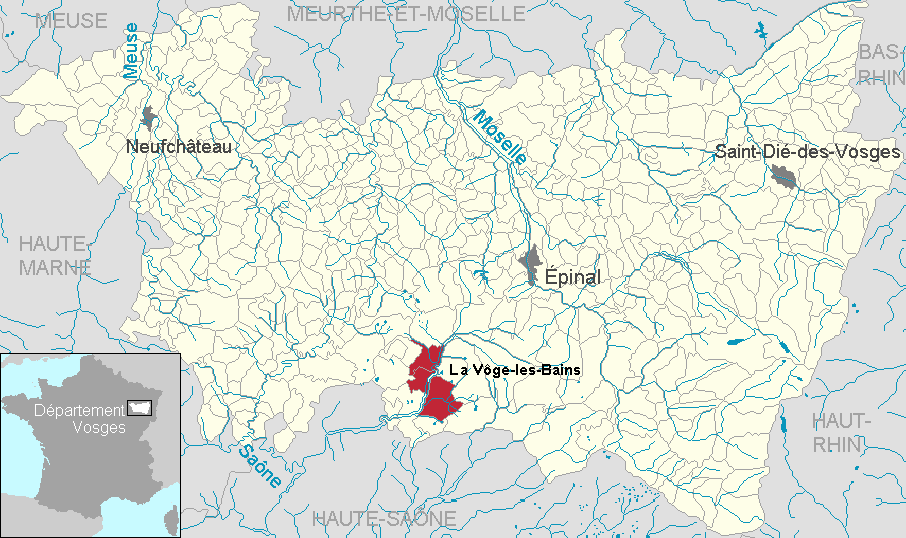
Lage der Gemeinde La Vôge-les-Bains im Département Vosges

La Vôge-les-Bains liegt etwa 30 km südwestlich von Épinal, nahe der Grenze zur Region Bourgogne-Franche-Comté. Das Gemeindegebiet liegt auf dem Plateau der Vôge an der Südwestflanke der Vogesen. 
La Vôge-les-Bains besteht aus den drei früheren Gemeinden (von Nord nach Süd) Harsault, Hautmougey und Bains-les-Bains, einem Kurort mit Thermalquelle. Zum Gemeindegebiet gehören außerdem die Ortsteile La Fontaine aux Bois, La Manufacture, La Rappe, Le Chesnois, Le Pré Verdot, Le Raval und Les Fontenelles (zu Bains-les-Bains) sowie La Forge de Thunimont und Thunimont (zu Harsault).
Der Côney und der westlich parallel verlaufende Canal des Vosges bilden die südwestliche Gemeindegrenze bis etwa zur D164, wechseln dann nach Osten und bilden dort die östliche Gemeindegrenze nach Norden bis nach Charmois-l’Orgueilleux. Auf dem Weg entlang der Gemeindegrenzen überwindet der Kanal in 12 Schleusen über eine Länge von 14 Kilometern einen Höhenunterschied von 12 Metern.
Durch Bains-les-Bains fließt der Bagnerot, ein Nebenfluss des Côney., durch Hautmougey der Ruisseau Grandrupt, der weiter südlich in den Canal des Vosges mündet. Im Südwesten von  Hautmougey wird das ehemalige Gemeindeareal durch den Ruisseau de Gruey begrenzt, der ebenfalls in den Canal des Vosges entwässert. Durch Harsault fließt der Ruisseau des Cailloux, der im Osten der Gemarkung in den Canal des Vosges mündet und auf seinem vier Kilometer langen Lauf durch das ehemalige Gemeindegebiet ein Gefälle von 100 Metern aufweist.
Westlich, zwischen  Hautmougey und Harsault, steigt das Relief über eine Geländestufe auf die Hochfläche des Grand Bois an. Hier wird mit 443 Metern über dem Meer der höchste Punkt der Gemeinde erreicht. Im Nordwesten reichte ein Streifen der Gemeinde das Caillouxtal aufwärts bis an die Gemeindegrenze Vioménils heran.
Das Tal des Ruisseau Grandrupt wird teils als Ackerland, teils als Weideland genutzt, während im Westen (Bois de Montroche) und Osten (les Chavanes) Wälder dominieren, die insgesamt die Hälfte der Gemeindefläche bedecken.
Das Gebiet um Harsault wird teils als Ackerland, teils als Weideland genutzt, während im Südwesten (Bois de Montroche), im Osten (les Chavanes) sowie an den bis zu 60 Meter hohen Flusshängen Wälder dominieren, die insgesamt ein Viertel der Gemeindefläche bedecken.
Hautmougey besteht aus einer Siedlungsachse, die in Nord-Süd-Richtung dem Flusstal des Grandrupt folgt. 
| La Haye, Vioménil   | Charmois-l’Orgueilleux |                                   |
| Gruey-lès-Surance   | Kompass                | La Chapelle-aux-Bois, Les Voivres |
| Fontenoy-le-Château | Trémonzey              | Le Clerjus                        |

## Geschichte
Die neue Kommune ist durch Verordnung des Präfekten vom 5. Dezember 2016 mit Wirkung zum 1. Januar 2017 entstanden, nach Stellungnahme der Gemeinderäte der drei Gemeinden vom 20. Oktober 2016.

## Bevölkerungsentwicklung
| Gemeinde                  | Einwohnerzahlen (Census) |        |        |        |        |        |        |        |        |        |        |
| Gemeinde                  | 1962                     | 1968   | 1975   | 1982   | 1990   | 1999   | 2006   | 2008   | 2011   | 2013   | 2016   |
| ------------------------- | ------------------------ | ------ | ------ | ------ | ------ | ------ | ------ | ------ | ------ | ------ | ------ |
| Bains-les-Bains           | 1537                     | 1547   | 1548   | 1527   | 1466   | 1415   | 1357   | 1337   | 1241   | 1204   | 1191   |
| Harsault                  | 688                      | 592    | 528    | 429    | 385    | 401    | 416    | 415    | 396    | 381    | 339    |
| Hautmougey                | 229                      | 188    | 149    | 142    | 133    | 134    | 148    | 153    | 157    | 149    | 132    |
| La Vôge-les-Bains00       | (2454)                   | (2327) | (2225) | (2098) | (1984) | (1950) | (1921) | (1905) | (1794) | (1734) | (1662) |
| Quelle: Cassini und INSEE |                          |        |        |        |        |        |        |        |        |        |        |

Die (Gesamt-)Einwohnerzahlen der Gemeinde La Vôge-les-Bains wurden durch Addition der bis 2016 selbständigen Gemeinden ermittelt.

## Politik und Verwaltung

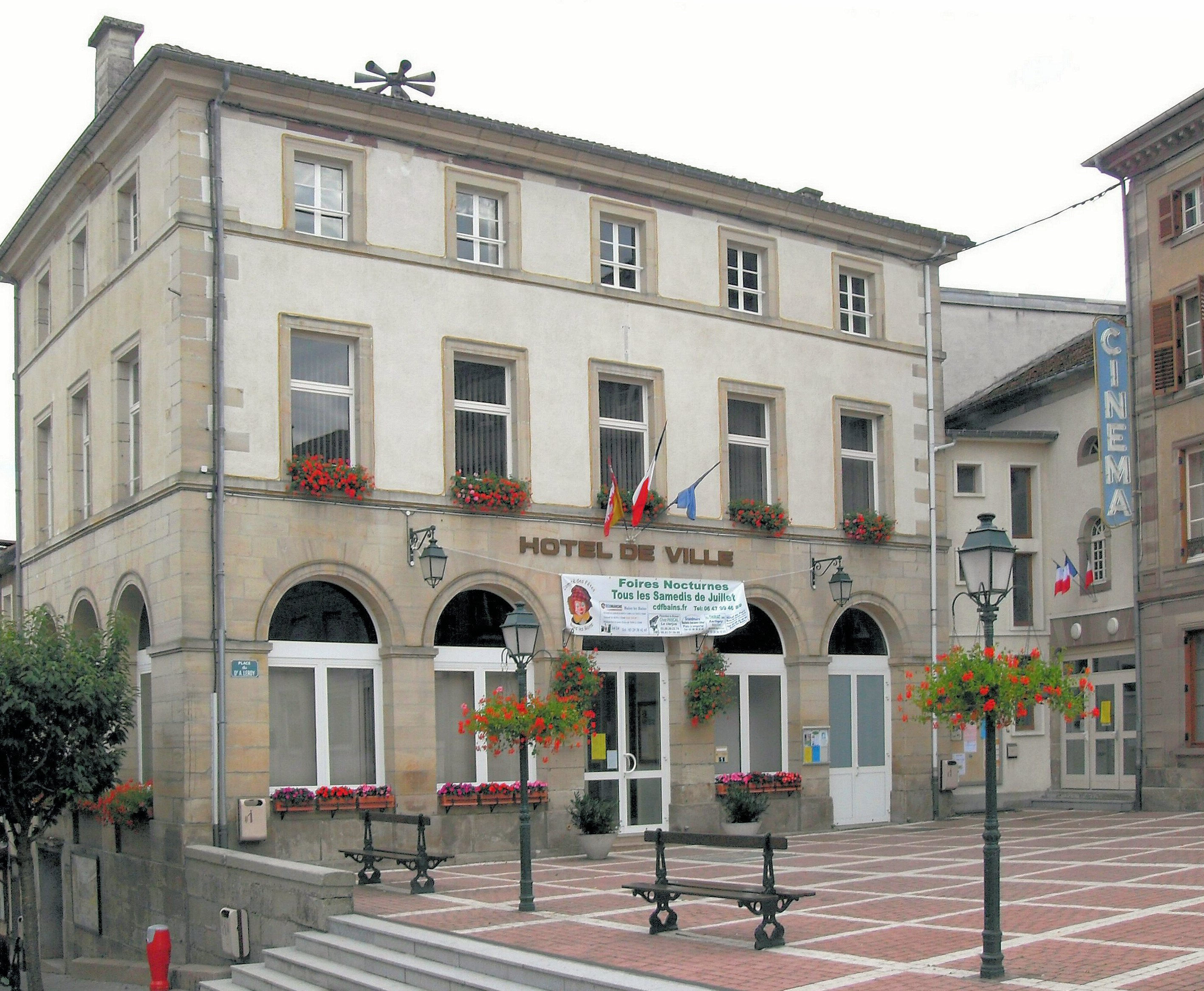
Rathaus

### Gemeinderat
Bei den Kommunalwahlen am 15. März 2020 wurde die Zusammensetzung des Gemeinderats neu bestimmt. Bei einer Wahlbeteiligung von 56,78 % kam es zu folgendem Ergebnis:
- Die Liste „Maintenant Demain La Vôge-les-Bains“ erreichte 66,63 % der gültigen Stimmen und besetzt 19 Sitze.
- Die Liste „Rassembler à La Vôge-les-Bains“ konnte 33,38 % der gültigen Stimmen auf sich vereinen und erreicht vier Sitze.

### Bürgermeister
| von            | bis       | Name            | Partei |
| -------------- | --------- | --------------- | ------ |
| 4. Januar 2017 | amtierend | Frédéric Drevet | PS     |

### Partnerschaften
Von Bains-les-Bains hat die neue Gemeinde La Vôge-les-Bains deren Partnerschaften übernommen: 
- Mit Bonndorf im Schwarzwald (Baden-Württemberg) besteht die Partnerschaft seit 1975.
- Die Partnerschaft mit Plévenon im Département Côtes-d’Armor besteht seit 2013.

## Kultur und Sehenswürdigkeiten

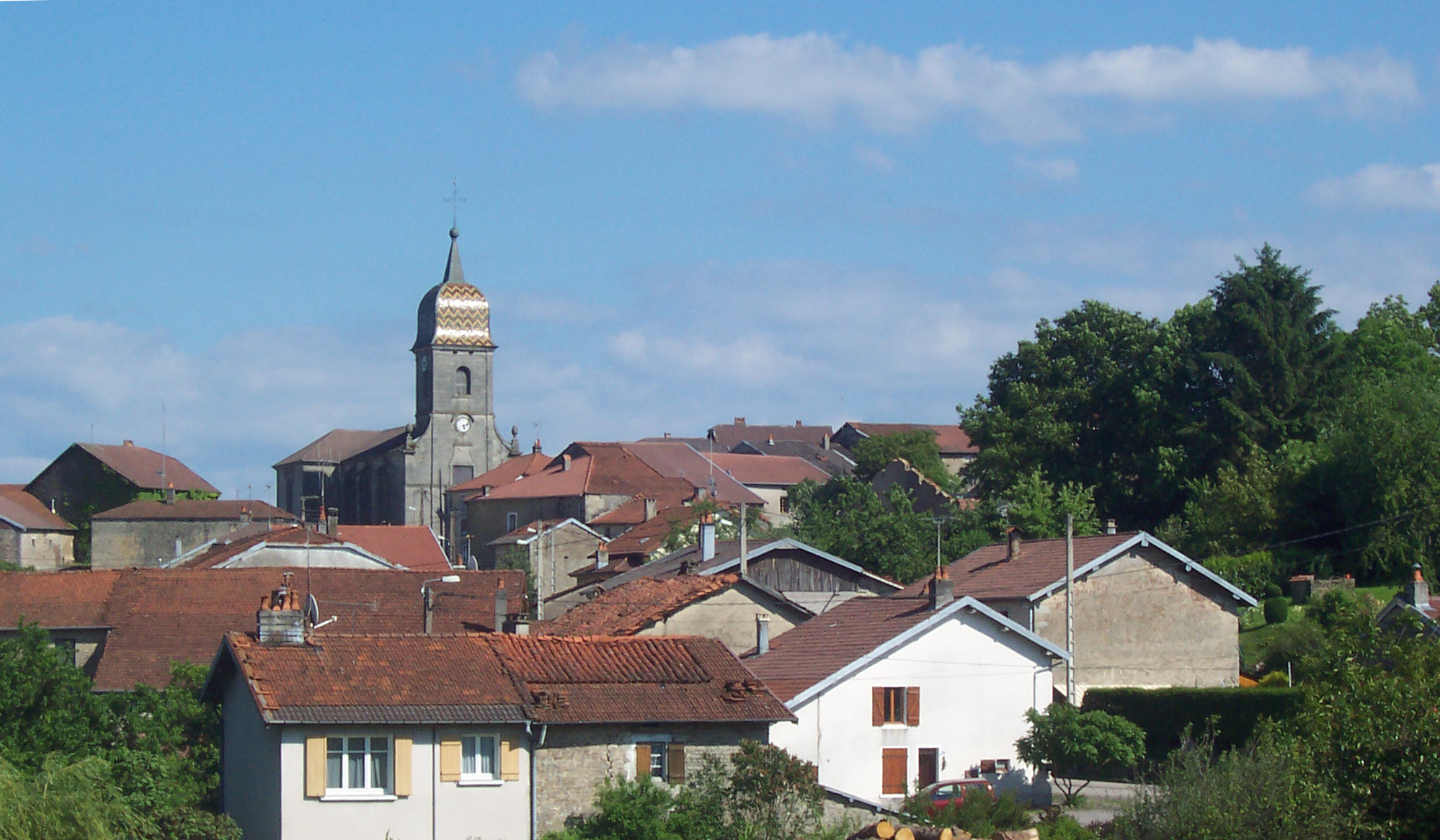
Kirche Saint-Gengoult in Harsault

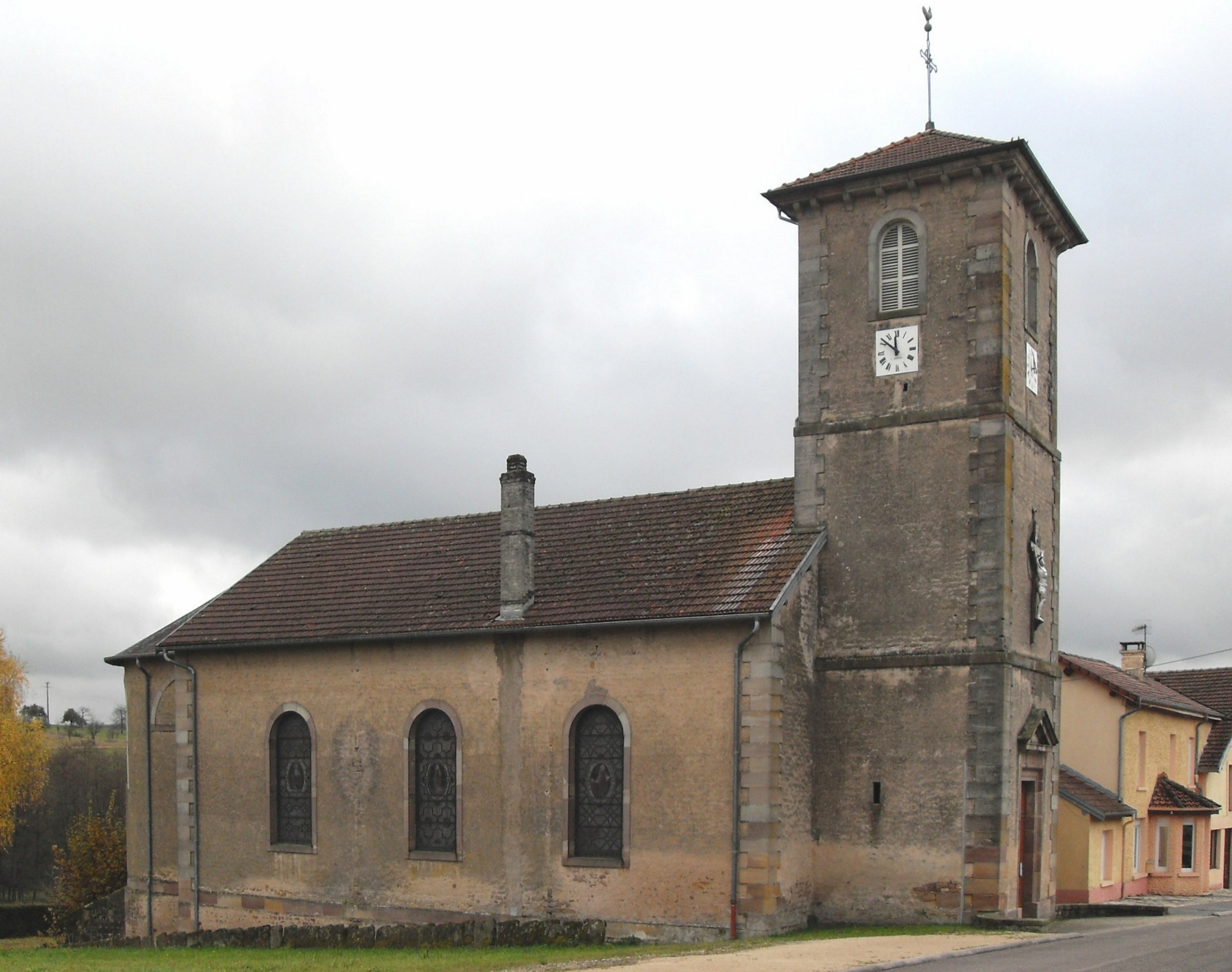
Kirche Saint-Luc in Hautmougey

- Kirche Saint-Gengoult in Harsault mit Altar aus Holz und Stein, Seitenaltären, sechseckiger Kanzel, Beichtstühlen und Holzstatuen aus dem 18. Jahrhundert. Mehrere Objekte sind als Monument historique gekennzeichnet.
- Handbetriebene Drehbrücke über den Canal des Vosges in Harsault, Ortsteil La Forge de Thunimont
- Kirche Saint-Luc in Hautmougey
- Thermalquelle an der Straße nach Fontenoy-le-Château

## Bildung
Es gibt den Kindergarten Ecole maternelle Centre in Bains-les-Bains sowie den Kindergarten mit Grundschule Ecole la Forge de Thunimont in Harsault. Die weiteren Schuleinrichtungen befinden sich alle in Bains-les-Bains: Die Grundschule Ecole primaire Centre, das Collège Julie Victoire Daubié und das Lycée des métiers des services : éco habitat et loisirs Le Chesnois.

## Verkehrsanbindung
La Vôge-les-Bains liegt abseits der überregionalen Verkehrsströme. Die Départementsstraße D164 von Neufchâteau über Contrexéville, Darney, Bains-les-Bains nach Saint-Loup-sur-Semouse führt durch Hautmougey und Bains-les-Bains.  Im Ort kreuzen sich die Départementsstraßen D 434 und D 164.
Der einzige Bahnhof der Gemeinde befindet sich bei Bains-les-Bains an der Bahnstrecke Belfort – Nancy, etwa vier Kilometer südöstlich des Kurortes.

## Belege
1. ↑  Einwohnerzahlen rückwirkend zum 1. Januar 2016
2. ↑  Erlass 2598/2016 vom 5. Dezember 2016 des Präfekten von Vosges. (französisch).
3. ↑  Ecoles à Bains-les-Bains. Le Journal des femmes (französisch).
4. ↑  Lycée des métiers des services : éco habitat et loisirs Le Chesnois. Le Journal des femmes (französisch).